# Finestkind
Finestkind ist ein Thriller von Brian Helgeland. In dem Film werden zwei von Ben Foster und Toby Wallace gespielte Halbbrüder in den Verbrechersumpf Bostons geführt. Die Premiere des Films erfolgte im September 2023 beim Toronto International Film Festival. Mitte Dezember 2023 wurde er in den USA in das Programm von Paramount+ aufgenommen.

## Handlung
Die Halbbrüder Tom und Charlie leben beide in der Hafenstadt New Bedford in Massachusetts. Sie haben zwar eine gemeinsame Mutter, aber zwei unterschiedliche Väter. Jakobsmuscheln sind in dieser Stadt Gold wert, und so dringt Tom mit der Crew bei der Suche nach diesen bis in kanadische Gewässer vor.
Da sowohl Tom als auch Charlie Schulden haben, lassen sie sich auf einen gefährlichen Deal mit einem Gangster-Syndikat ein, um schnell an Geld zu kommen. Toms Vater Ray, der nur noch wenige Monate zu leben hat und für seine Streitlust bekannt ist, nimmt die Sache in die Hand, als die Dinge aus dem Ruder laufen.

## Produktion

### Filmstab und Besetzung
Regie führte Brian Helgeland, der auch das Drehbuch schrieb. Es handelt sich nach Payback – Zahltag, Ritter aus Leidenschaft, Sin Eater – Die Seele des Bösen, 42 – Die wahre Geschichte einer Sportlegende und Legend um seine sechste Regiearbeit.

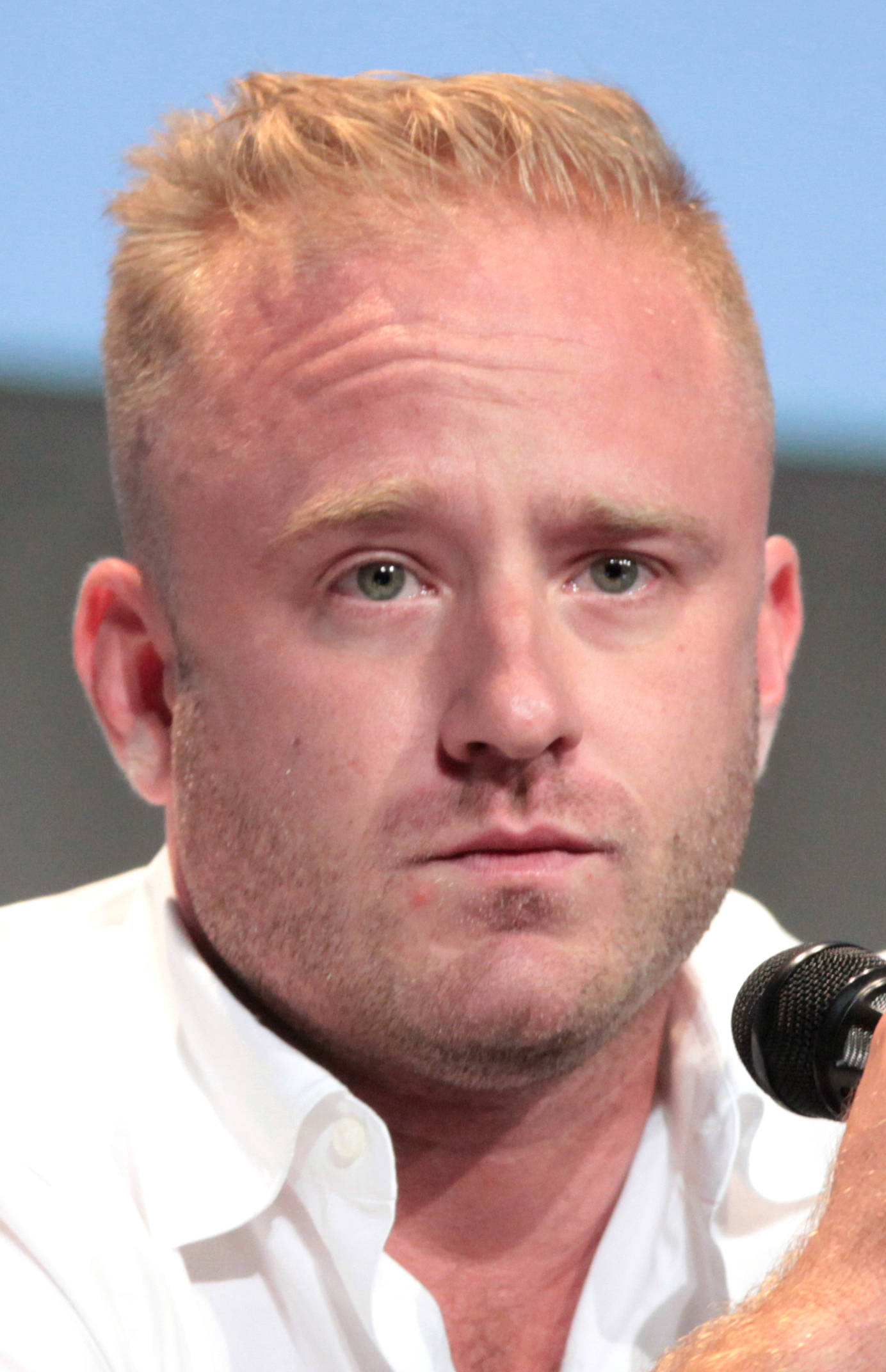
Ben Foster spielt Tom

Ben Foster und Toby Wallace spielen die beiden Halbbrüder Tom und Charlie. Ursprünglich waren Jake Gyllenhaal und Ansel Elgort für diese Rollen vorgesehen. Tommy Lee Jones spielt Toms Vater Ray Eldridge. Jenna Ortega spielt eine junge Frau namens Mabel.

### Dreharbeiten und Filmmusik
Die Dreharbeiten fanden von Mitte April bis 7. Juni 2022 in Boston an der Ostküste der USA und in der ebenfalls in Massachusetts gelegenen Hafenstadt New Bedford statt, in der Helgeland aufwuchs. Dort drehte man unter anderem in der Cove Street und für die Schlussszene des Films auf der Fairhaven Bridge. Die Dreharbeiten endeten nach 35 Drehtagen in New Bedford und weiteren 22 Tagen in der Gegend der Stadt. Hiernach entstanden noch einige weitere Aufnahmen in der Hafengegend. Der schwedische Kameramann Crille Forsberg war zuletzt für Mary Harrons Kriminalfilm Charlie Says, mehrere Kurzfilme und eine Reihe von Musikvideos tätig.
Die Filmmusik komponierte der mehrfach für den Oscar nominierte Carter Burwell. Mit ihm arbeitete Helgeland bereits für Ritter aus Leidenschaft und Legend zusammen. Das Soundtrack-Album mit insgesamt 13 Musikstücken wurde am 28. Juni 2024 von BMG Rights Management  als Download veröffentlicht.

### Veröffentlichung
Die Rechte am Film sicherte sich Paramount+. Die Weltpremiere fand am 8. September 2023 beim Toronto International Film Festival statt. Ende Oktober, Anfang November 2023 wurde er beim Austin Film Festival gezeigt. Am 15. Dezember 2023 wurde Finestkind in den USA in das Programm des Streamingdienstes Paramount+ aufgenommen.

## Rezeption

### Altersfreigabe
In den USA erhielt der Film von der MPAA ein R-Rating, was einer Freigabe ab 17 Jahren entspricht.

### Filmgenres und Kritiken
In englischsprachigen Medien erntete der Film ein überwiegend negatives Echo. Basierend auf der Auswertung von 31 Kritiken weist Rotten Tomatoes eine Positivquote von lediglich 29 Prozent aus. Die durchschnittliche Wertung liegt bei 5,0 von 10 Punkten.
Im Lexikon des internationalen Films wird Finestkind als eine Mischung aus Milieuschilderung, Familiendrama und Thriller beschrieben, getragen von fühlbarem Respekt für die Arbeitswelt der Fischer.

### Auszeichnungen
Critics’ Choice Television Awards 2024
- Nominierung als Bester Fernsehfilm[12]